# Chara-Moerin
De Chara-Moerin (Russisch: Хара-Мурин) is een rivier in de Russische autonome republiek Boerjatië en de oblast Irkoetsk. De rivier ontstaat uit het Patovojemeer in de Chamar-Daban en stroomt na 105 kilometer uit in het Baikalmeer.
Het gemiddelde verhang bedraagt ongeveer 15 meter per kilometer. Langs de rivier loopt een voetpad dat op plekken is weggespoeld. De rivier is populair bij watertoeristen. De moeilijkheidsschaal is 4 met op plekken 5 of 6.